# Белчуњаса (Бакау)
Белчуњаса (рум. Belciuneasa) насеље је у Румунији у округу Бакау у општини Станишешти. Oпштина се налази на надморској висини од 264 m.

## Становништво
Према подацима из 2002. године у насељу је живело 158 становника, од којих су сви румунске националности.